# Джамоат імені Кабута Сайфутдінова
Джамоат імені Кабу́та Сайфутді́нова (тадж. Ҷамоат ба номи Кабут Сайфутдинов) — джамоат у складі Пандзького району Хатлонської області Таджикистану.
Адміністративний центр — село Араб.
Колишня назва — Арабський джамоат.
До складу джамоату входять 12 сіл:
- 15-ліття Октября
- 16 солагії Істіклоліят (Янгі-Турмуш)
- Бурка (Бурка)
- Бурка-Пойон
- імені А.Лохуті
- Комсомол
- Кухдоман (Казах)
- Пахтакор
- Правда (Правда)
- Селга (Сельга)
- Фаргона
- Хамділон (Кіргіз)